# Ökumenische Arbeitsgemeinschaft für Bibellesen
Die Ökumenische Arbeitsgemeinschaft für Bibellesen (abgekürzt ÖAB) ist eine Arbeitsgemeinschaft verschiedener evangelischer und katholischer Institutionen, die jährlich einen ökumenischen Bibelleseplan (Continua-Bibellese) für den gesamten deutschsprachigen Raum erstellt, ferner legt sie die Jahreslosungen und Monatssprüche fest. Alle diese Festlegungen erfolgen nach Vorschlägen der Mitglieder auf dem jährlichen Delegiertentreffen der Arbeitsgemeinschaft. 

## Geschichte
Ihr Vorläufer auf evangelischer Seite war der sogenannte „Textplanausschuss“, der 1938 von evangelischen Jugendverbänden, dem Männerdienst der Bekennenden Kirche, der Evangelisch-Methodistischen Kirche und den Baptistengemeinden in Deutschland gebildet wurde. Unter Federführung von Otto Riethmüller (1889–1938), dem langjährigen Vorsitzenden des Burckhardthauses, wurden bereits seit 1930 Bibellesepläne und Jahreslosungen herausgegeben. Das Katholische Bibelwerk und die Bibelpastorale Arbeitsstelle der Berliner Ordinarienkonferenz in der seinerzeitigen DDR traten 1969 dem Textplanausschuss bei, daraus konstituierte sich 1970 die Ökumenische Arbeitsgemeinschaft für Bibellesen.

## Tätigkeit
Die ÖAB erstellt jährlich zwei verschiedene Bibellesepläne:
1. den „klassischen“ ökumenischen Bibelleseplan, in dem für jeden Tag des Jahres ein Abschnitt aus der Bibel zur Lesung angeboten wird. Dieser Plan führt innerhalb von vier Jahren durch das ganze Neue Testament und innerhalb von acht Jahren in Auswahl durch das Alte Testament. Die Spätschriften des Alten Testaments werden dabei auch gelesen, jedoch stets mit einer Alternative aus einem nicht-apokryphen Buch der Bibel. Dieser Bibelleseplan ist in den Standardausgaben der Herrnhuter Losungen mit abgedruckt, wodurch er weit verbreitet ist.
2. den Bibelleseplan kompakt, der sich an Menschen wendet, die mit dem Bibellesen neu beginnen wollen.

Ferner wählt die ÖAB aus denjenigen Bibelstellen, die der Leseplan für das jeweilige Jahr vorsieht, ein Bibelwort als Jahreslosung aus. Darüber hinaus wird aus den Texten, die in einem bestimmten Monat zur Lesung vorgeschlagen sind, jeweils ein Zitat als Monatsspruch bestimmt. Hierbei werden zwei kirchlich anerkannten Bibelübersetzungen (jeweils in der Textfassung der neuesten Revision) möglichst gleichrangig zugrunde gelegt, die Lutherbibel und die Einheitsübersetzung.